# Plastic Beach
Plastic Beach ist das dritte Studioalbum der Band Gorillaz. Es erschien im März 2010.

## Hintergrund
Damon Albarn und Jamie Hewlett begannen im November 2007 mit einem Gorillaz-Projekt namens Carousel, das zunächst gar kein neues Album werden sollte und das für eine Weile nur aus Konzepten bestand. 2008 beschlossen die beiden dann, ein neues Album aufzunehmen, bei dem die Gorillaz-Charaktere aber unter neuen Aspekten dargestellt werden sollten, weil Hewlett es leid war, die Charaktere zu zeichnen. Die Aufnahmen begannen dann im Juni 2008, u. a. wurde in Beirut mit dem National Orchestra for Oriental Arabic Music zusammengearbeitet. Dazu kamen eine ganze Reihe hochkarätiger Gastsänger, die den Songs zusätzliche Stimmen verliehen, u. a. Bobby Womack, Kano, Mos Def, Gruff Rhys, Snoop Dogg, Lou Reed und Mark E. Smith, außerdem spielten die Ex-The-Clash-Mitglieder Mick Jones und Paul Simonon beim Titelsong Plastic Beach mit. Ein Song mit The Horrors schaffte es am Ende nicht mal auf das Album. Aufgenommen wurde in Derby und Devon (England) und Damaskus (Syrien).
Die Idee hinter dem Album bestand darin, Pop mit einer Aussage zu verbinden und ihm damit mehr Tiefe zu verleihen. Der Albumname bezieht sich auf die Art und Weise wie unsere Gesellschaft und die Natur mit den Unmengen an produziertem Plastikmüll umgehen, basierend auf Eindrücken, die Albarn in Mali und London sammelte.
Der Popansatz wurde von vielen Kritikern bestätigt, jedoch größtenteils positiv aufgenommen. Andreas Borcholte schrieb bei Spiegel.de:
Vielseitiger, phantasievoller, weltoffener und originärer, sprich mutiger klang moderne Musik lange nicht. Pop mischt sich mit HipHop und Dub, orientalische und asiatische Einflüsse addieren sich zu westlicher Songwriter-Tradition, Electronica trifft auf traditionellen Soul.
Pitchfork kürte es zur Best New Music, beim Musikexpress wurde es Album des Monats. Es erreichte Platz 2 der Charts in England und den USA sowie Platz 3 in Deutschland.
Das erste Video zur Single Stylo, die am 26. Januar 2010 veröffentlicht wurde, fiel durch zweierlei Dinge auf: zum einen spielte Bruce Willis mit, zum anderen zeigte es die Charaktere zum ersten Mal als 3D-Modelle im Gegensatz zu den früheren 2D-Animationen.

## Gastauftritte
Das Album enthält Gastauftritte der Musiker und Bands Snoop Dogg, Hypnotic Brass Ensemble, Kano, Bashy, Bobby Womack, Mos Def, Gruff Rhys, De La Soul, Little Dragon, Mark E. Smith, Lou Reed, Mick Jones, Paul Simonon, sinfonia ViVA und The Lebanese National Orchestra for Oriental Arabic Music.

## Personen

### Musiker
- Gorillaz – Künstler
- Sinfonia ViVa – Orchester (tracks 1, 15)
- André de Ridder – Dirigent (tracks 1, 15)
- James Redwood – Orchester Vorbereitungen (tracks 1, 15)
- Snoop Dogg – Rap (track 2)
- Gabriel Manuals Wallace – Schlagzeug (tracks 2, 4, 6, 9, 12, 16)
- Hypnotic Brass Ensemble – Blechbläser (tracks 2, 12)
- Bashy – Rap (track 3)
- Kano – Rap (track 3)
- National Orchestra for Arabic Music (track 3)
- Essam Rafea – Dirigent (track 3)
- Mos Def – Gesang (tracks 5, 12)
- Bobby Womack – (tracks 5, 15)
- De La Soul – Rap (track 6)
- Gruff Rhys – Gesang, Gitarre (track 6)
- Yukimi Nagano – Gesang (tracks 7, 14)
- Håkan Wirenstrand – Keyboard (tracks 7, 14)
- Fredrik Wallin – Keyboard (tracks 7, 14)
- Simon Tong – Gitarre (tracks 7–8, 15)
- Mark E. Smith – Gesang (track 8)
- Lou Reed – Gesang, Gitarre (track 9)
- The Purple, the People, the Plastic Eating People – Chor (tracks 9, 16)
- Mick Jones – Gitarre (track 13)
- Paul Simonon – Bass
- David Coulter – Maultrommel (track 16)
- Stephen Sedgwick – Musikprogrammierung

### Illustrationen
- Jamie Hewlett – Illustrationen, Design
- Zombie Flesh Eaters – Illustrationen, Design

## Titelliste
1. Orchestral Intro (featuring sinfonia ViVA) – 1:09
2. Welcome to the World of the Plastic Beach (featuring Snoop Dogg and Hypnotic Brass Ensemble) – 3:35
3. White Flag (featuring Bashy, Kano and The Lebanese National Orchestra for Oriental Arabic Music) – 3:43
4. Rhinestone Eyes – 3:21
5. Stylo (featuring Bobby Womack and Mos Def) – 4:31
6. Superfast Jellyfish (featuring Gruff Rhys and De La Soul) – 2:54
7. Empire Ants (featuring Little Dragon) – 4:44
8. Glitter Freeze (featuring Mark E. Smith) – 4:03
9. Some Kind of Nature (featuring Lou Reed) – 2:59
10. On Melancholy Hill – 3:54
11. Broken – 3:17
12. Sweepstakes (featuring Mos Def and Hypnotic Brass Ensemble) – 5:20
13. Plastic Beach (featuring Mick Jones and Paul Simonon) – 3:47
14. To Binge (featuring Little Dragon) – 3:55
15. Cloud of Unknowing (featuring Bobby Womack and sinfonia ViVA) – 3:06
16. Pirate Jet – 2:32

## Kommerzieller Erfolg

### Chartplatzierungen
| ChartsChartplatzierungen       | Höchstplatzierung | Wochen |
| ------------------------------ | ----------------- | ------ |
| Deutschland (GfK)              | 3 (12 Wo.)        | 12     |
| Österreich (Ö3)                | 1 (15 Wo.)        | 15     |
| Schweiz (IFPI)                 | 2 (22 Wo.)        | 22     |
| Vereinigte Staaten (Billboard) | 2 (33 Wo.)        | 33     |
| Vereinigtes Königreich (OCC)   | 2 (31 Wo.)        | 31     |

| ChartsJahrescharts (2010)      | Platzierung |
| ------------------------------ | ----------- |
| Schweiz (IFPI)                 | 38          |
| Vereinigte Staaten (Billboard) | 89          |
| Vereinigtes Königreich (OCC)   | 40          |

### Auszeichnungen für Musikverkäufe
| Land/Region                  | Auszeichnungen für Musikverkäufe (Land/Region, Auszeichnung, Verkäufe) | Verkäufe |
| ---------------------------- | ---------------------------------------------------------------------- | -------- |
| Australien (ARIA)            | Gold                                                                   | 35.000   |
| Belgien (BRMA)               | Gold                                                                   | 15.000   |
| Dänemark (IFPI)              | 2× Platin                                                              | 40.000   |
| Deutschland (BVMI)           | Gold                                                                   | 100.000  |
| Frankreich (SNEP)            | Platin                                                                 | 100.000  |
| Irland (IRMA)                | Gold                                                                   | 7.500    |
| Italien (FIMI)               | Gold                                                                   | 25.000   |
| Kanada (MC)                  | Gold                                                                   | 40.000   |
| Neuseeland (RMNZ)            | Platin                                                                 | 15.000   |
| Vereinigtes Königreich (BPI) | Platin                                                                 | 300.000  |
| Insgesamt                    | 6× Gold · 5× Platin ·                                                  | 677.500  |